# Tríptic de la Pedra Filosofal
Tríptic de la Pedra Filosofal, es tracta de la sèrie de tres quadres realitzats per Joan Abelló, amb motiu d’un viatge que va realitzar a Bèlgica en cotxe. La peça va ser duta a terme entre 1966 i 1967 i segons Pedro Voltes, es plasma la dòcil finor amb la qual l'esperit d’Abelló es disposa sempre a recollir qualsevol suggestió casual del món per convertir-la en matèria pictòrica. L’obra completa forma part de la col·lecció del Museu Abelló, així com l'esbós que va fer abans, Esbós Pedra Filosofal.

## Descripció de l'obra
Es tracta d’un tríptic format per tres quadres de la mateixa mida. El fragment central és protagonitzat per tres figures estilitzades en la part central, representades com si es tractessin de flames. Cadascuna és representada d’un color, i segons Pedro Voltes, podrien representar les tres grans races de la humanitat: la blanca, la negra i la groga. En una mida inferior, es troba representat en la part de sota, el personatge de Bellver de Cerdanya portant una pala, com si volgués trencar la closca d’un ou que formarien les representacions de les tres figures centrals. A la part dreta d’aquest mateix fragment, hi ha un sofà vermell, on hi han asseguts personatges simbòlics dels poders d’aquest món: militars, polítics, eclesiàstics, etc. Al seu costat apareix el pintor Mendoza, un personatge que toca el piano i, al seu costat, un gàngster que juga al pòquer amb un altre personatge. En el costat esquerre, Abelló hi representa el carnaval de la vida mitjançant la representació d’un grup de personatges tals com un Beatle i un torero entre d'altres. Al fons un paisatge volcànic podria representar l’origen del món, ja que a dalt de tot apareixen Adam i Eva entre diferents animals. En la part superior dreta, per tancar la composició, apareixen un conjunt de representacions molt diverses: des del cementiri de l’Illa de Man, passant per la Sagrada Família, fins a un petit autoretrat del pintor.
El quadre de l'esquerra del tríptic està inspirat en escenes de la mala vida d’Amberes: el fons és un record d’homenatge a la casa de l’antiquari de la ciutat on va néixer l’artista James Ensor, i en primer terme apareixen dones i mariners de tipus tavernari. D’altra banda, el quadre de la dreta esdevé un record del lloc on Abelló va viure en Amberes: una casa on només vivien tres persones, dues de les quals van rivalitzar en atendre al pintor amb cordialitat. A mesura que van anar passant els dies, i tal com també descriu Pedro Voltes, Abelló va descobrir que un d’ells era un agitador polític conegut amb el nom de “Chacal“, que preparava un atemptat en contra De Gaulle i l’altre era un policia encarregat de vigilar-lo: tots dos, durant aquell temps, volien aclarir qui era en realitat Abelló i quina relació tenia amb el tercer individu. Tal situació es va convertir per a l’artista en tot un símbol de diversos i contradictoris nivells de relacions humanes, atorgant a la peça el valor d’anècdota representativa de tot el teixit de sinceritats i ficcions que s’implica en les relacions entre les persones.
L’obra està signada i datada.

## Context de l'obra
Segons Pedro Voltes, el punt de partida d’aquesta gran peça, és el viatge a Bèlgica que l’artista va fer amb el seu amic Pere Elias amb cotxe. En el curs del viatge fins a arribar al país van efectuar una parada a Bellver de Cerdanya on un personatge curiós i original del poble anomenat Michela se’ls va apropar, es va ajupir per a recollir una pedra del terra i li proposà a Abelló vendre-la per cinquanta pessetes: la pedra era singular i després de comprar-la, Abelló la duria sempre a sobre com a amulet durant anys. Segons Voltes, aquest esdeveniment va constituir per al pintor el punt de partida de moltes meditacions en les quals posteriorment es van anar afegint vivències i experiències que es van anar succeint. Com a base, el pintor va integrar en el seu pensament estètic la idea que aquell home havia descobert la “pedra filosofal“ en quant que havia trobat una manera molt curiosa de guanyar-se la vida, observació a partir de la qual el pintor va anar sumant la deducció sobre quant diversa i interessant era la concepció que la gent es formava de la vida, el seu secret i el seu sentit, ja que, en suma, la vida contemplada en sentit general no era més que una suma de petites concepcions particulars i fraccionaries d’aquesta.

## Exposicions
- Abelló, Biblioteca de Catalunya, Barcelona, 16/04/1974 - 30/04/1974

- Abelló en Madrid, Museu de la Ciudad, Madrid, 07/10/2004 - 28/11/2004